# 佐治亞州第五十一志願步兵團
佐治亞州第五十一志願步兵團(51st Georgia Volunteer Infantry Regiment)是美國南北戰爭時邦聯軍隊中的一支步兵團。

## 成立
佐治亞州第五十一步兵團成立於1862年3月，其成員多數來自厄爾利縣，米切爾縣，米勒縣，特勒爾縣，華盛頓縣，蘭道夫縣，克萊縣，道賀堤縣以及李縣。
起初此步兵團於南卡州作戰，但很快就調到去維吉尼亞州。

## 隸屬
第五十一步兵團是第一兵團中，保羅·西門斯(Paul Jones Semmes)准將之軍旅中的一個步兵團，參與過不少主要戰役。
此步兵團亦曾效力田納西軍團，在西部戰場(主要是田納西州以及佐治亞州)作戰。

## 戰役
- 第二次牛奔河之役
- 南山之役
- 安提耶坦戰役
- 弗德堡之役
- 錢斯勒斯維爾之役
- 葛底斯堡之役
- 奇克莫加之役(Battle of Chickamauga) 但此步兵團沒有出動
- 莽原之役
- 史波特斯凡尼亞郡府之役
- 北安娜之役
- 冷港之役
- 彼得斯堡之役
- 查理斯鎮之役
- 細德溪之役
- 阿波馬托克斯法院之役

## 外部連結
https://web.archive.org/web/20071021042149/http://rootsweb.com/~gaclay/coi51st.htm 佐治亞州第五十一志願步兵團之歷史